# Кидин, Александр Николаевич
Александр Николаевич Кидин (17 марта 1909, Калуга, Калужская губерния, Российская империя — 6 июня 1959, Ижевск, Удмуртская АССР, РСФСР, СССР) — советский государственный и партийный деятель, председатель Смоленского облисполкома (1945−1950), первый секретарь Владимирского (1951−1955) и Удмуртского (1959) обкомов КПСС, участник Великой Отечественной войны, батальонный комиссар.

## Биография
Александр Кидин родился 17 марта 1909 года в Калуге. По национальности русский. В 1924 году он окончил семь классов школы, в 1929 году — Калужский железнодорожный техникум, после чего работал помощником паровозного машиниста, машинистом и техником паровозного депо на Дальнем Востоке. В 1930 году вступил в ВКП(б). В 1932-1933 годах служил в Рабоче-крестьянской Красной Армии. В 1936 году Кидин окончил Высшие юридические курсы и был направлен на работу Верейским районным прокурором.
С мая 1938 года — на партийной работе: первый секретарь Верейского райкома ВКП(б) Московской области. С января 1941 г. первый секретарь Клинского горкома ВКП(б). В начале Великой Отечественной войны Кидин назначен заместителем ответственного руководителя по северо-западной группе районов Московской области, занимался организацией партизанских формирований, работал в том числе и во вражеском тылу.
С июня 1942 года заместитель председателя Московского областного исполнительного комитета. В феврале 1945 года направлен на работу в Смоленск, где 27 марта того же года его избрали председателем Смоленского областного исполнительного комитета. 6 октября 1950 года Кидин был освобождён от этих обязанностей в связи с переводом на работу в ЦК ВКП(б) инспектором, затем заместителем заведующего административным отделом.
С 29 июня 1951 г. по 31 октября 1955 г. первый секретарь Владимирского областного комитета КПСС, затем переведён на работу в аппарат ЦК КПСС, руководил отделом торгово-финансовых и плановых органов. Избирался членом ЦК КПСС (14 октября 1952—14 февраля 1956) и Центральной ревизионной комиссии (25 февраля 1956—6 июня 1959) ЦК КПСС, депутатом Верховного Совета СССР 2-го (1946—1950), 4-го (1954—1958) и 5-го (1958—1962) созывов. Депутат XIX съезда ВКП(б), проходившего с 5 октября по 14 октября 1952 года, и XX съезда КПСС, состоявшегося в Москве 14—25 февраля 1956 года.
10 апреля 1959 году избран первым секретарём Удмуртского областного комитета КПСС. Скоропостижно скончался 6 июня 1959 года в Ижевске, похоронен на Новодевичьем кладбище Москвы.

## Воинские звания
Батальонный комиссар

## Награды
Дважды Орденом Трудового Красного Знамени;
Орден «Знак Почёта»;
Медаль «Партизану Отечественной войны» I степени, а также рядом других медалей.

## Семья
Отец Кидин Николай Прокопьевич 
Жена Кидина Александра Александровна (25.03.1915–28.01.1985).

Брат Кидин, Иван Николаевич (11.04.1913—03.05.1973) — доктор технических наук, профессор, директор Московского института стали.
Брат Кидин Георгий Николаевич (1907-1942г.) Политрук, был тяжело ранен и скончался в военном госпитале 5 августа 1942г. 
Брат Кидин, Василий Николаевич 
Младший брат Кидин Николай Николаевич. В первый же год войны пропал без вести. 
Сестра Анна Николаевна
Племянник Кидин Николай Иванович (27.01.1948–07.11.2007) — доктор физико-математических наук, сотрудник Института прикладной математики им. М.В.Келдыша РАН.